# Hearts of Humanity (pel·lícula de 1932)
Hearts of Humanity és una pel·lícula dramàtica estatunidenca de 1932, dirigida per Christy Cabanne. És protagonitzada per Jean Hersholt, Jackie Searl i J. Farrell MacDonald, i es va estrenar l'1 de setembre de 1932.

## Argument
El policia irlandès de Nova York, Tom O'Hara, està esperant l'arribada de la seva dona i el seu fill petit, Shandy, d'Irlanda. Diversos dies abans que el vaixell atraqui, O'Hara rep un radiograma que li informa que la seva dona ha mort al mar.

## Repartiment
- Jean Hersholt com Sol Bloom
- Jackie Searl com Shandy
- J. Farrell MacDonald com Tom O'Hara
- Claudia Dell com Ruth Sneider
- Charles Delaney com Tom Varney
- Lucille La Verne com Mrs. Sneider
- George Humbert com Tony